# Барон Симон Сина
Симон Ђорђе барон Сина (грч. Σίμων Σίνας, Беч, 15. октобар 1810 — Беч, 15. април 1876) је био син познатог аустријског банкара грчког порекла, барона Сина Млађег.

## Биографија
Симон, за разлику од оца му Сине, није волео много бавити се привредним пословима, те се радио окренуо науци и филозофији. Студирао је астрономију и филозофију.
Већи део богатства даровао је за изградњу образованих институција, тако нову изградњу Бечког универзитета, академију у Будимпешти и Атинску академију, те и звездаре у Атини и у Бечкој шуми (-{Wienerwald}-). Саборна црква у Атини и грчка-православна црква у Бечу такође су финансиране од њега.
Широкогрудна даровања оставиле су његовим четворо ћеркама скромно наследство, тако да су ове касније морале да продају породичну палату Сина у Бечу.
По Симону названа је Синина калдера на месецу.